# San Borja del Yí
La población de San Francisco de Borja del Yí  en el límite entre los actuales departamentos de Durazno  y Florida  en Uruguay,  fue el último grupo poblacional guaraní misionero del Río de la Plata. En él habitaron desde 1833 hasta 1843, año en que fue desmantelada, los 8.000 guaraníes misioneros que acompañaron a Fructuoso Rivera luego de la reconquista de las Misiones Orientales, cuyo territorio fue entregado al Brasil. Actual estado de Río Grande del Sur, a cambio de la independencia del Estado Oriental del Uruguay, que había sido parte de la Banda Oriental es decir de la llamada por los brasileños Provincia Cisplatina y que fuera La Provincia Oriental de las Provincias Unidas del Río de la Plata. 

## San Borja de Yí
La extinta población de San Borja del Yí se encontraba en la desembocadura del arroyo Sauce de Villanueva  en el río Yí, en el departamento de Florida a unos 10 km al este de la ciudad de Durazno  en territorios que hoy son de Uruguay. Los pobladores de San Borja, eran unos 8.000 indígenas guaraníes misioneros (también llamados tapes) y las familias de los «guayaquises» (tropas de lanceros de Fructuoso Rivera) que emigraron desde la antiguas Misiones Orientales. El periplo los llevó desde La Misión de San Francisco de Borja, pasando por Bella Unión en 1829  y llegando a Durazno en 1833.

## La misión de San Borja
La misión de San Francisco de Borja  actualmente ciudad y llamada Sao Borja por los brasileños, se ubica sobre el río Uruguay en la desembocadura del Río Icamaqua  al norte del río Ibicuy, en el actual estado de Río Grande del Sur en Brasil. Antiguamente capital de las Siete Misiones Orientales de los jesuitas y guaraníes misioneros, de donde también provenían los primeros habitantes de la actual Paysandú.

## Bella Unión
Primero, en 1828, siguiendo en un segundo éxodo al General Rivera, desde las misiones ocupadas por el Brasil, se asentaron en lo que es hoy la población de Bella Unión  a orillas de la desembocadura del río Cuareim en el río Uruguay. En 1833 y luego del aplastamiento de la rebelión liderada por Juan Antonio Lavalleja (contra el gobierno de Fructuoso Rivera) en Bella Unión, siendo trasladada la llamada «chusma» de guaraníes a Durazno, donde se estableció la población de San Borja de Yí, población de ranchos y tolderías.

## Una población desmantelada
Un primer periodo de vida de la población fue comprendido entre 1833 y 1843, hasta ser desmantelada por el gobierno de Manuel Oribe que gobernaba desde Villa Restauración y el Cerrito. El segundo periodo comprendido entre 1860 y 1864 cuando el Senado y la Cámara de Representantes dominados por el Partido Blanco, decretan la total disolución de la población por la fuerza pública.
El 19 de marzo de 1862, el Senado y la Cámara de Representantes de la República, reunidos en Asamblea General, sancionaran el siguiente decreto:  “Art.1º.- Habiendo el Poder Ejecutivo decretado que los pocos vecinos que quedan en el Pueblo llamado San Borja, se trasladaran a los pueblos de Durazno y Florida, están los peticionarios de esta resolución."
El porqué del genocidio puede situarse en esta misiva de Bernardino Arrúe, Jefe Político de Durazno, dirigida al Ministro de Gobierno de la República; "Los indígenas borjistas, sin ocupación ni ejercicio alguno están entregados a la ociosidad y se alimentan con la rapiña y el pillaje; todo género de atentados se cometen en esta aldea, como licenciosos e insubordinados no respetan ni el pudor ni la moral; bailes, torneos, fiestas, borracheras y peleas, es la ocupación diaria y conocida de estos habitantes" 
Carta del cura José Joaquín Palacios al vicario apostólico del Estado, Juan Dámaso Larrañaga; "...Los indios acostumbraban muchas fiestas, principalmente las de Semana Santa y en todas ellas se vestían con los ornamentos sagrados y descalzos se presentaban al altar para celebrar con Vasos Sagrados las ceremonias de la Misa, menos, dicen ellos, el consagrar, aunque toman vino en el cáliz (..) en estas misas se oía todo género de desatinos dichos con devoción, y la Semana Santa anterior sirvió de Comedia a muchos mozos del Durazno, pero uno de los celebrantes salió tan bien dispuesto de la función del Viernes Santo que degolló en esa noche a otro indio...".

## La leyenda de la campana
Desde la Misión de San Borja sobre el Río Uruguay  fueron traídas 6 enormes campanas de bronce hasta San Borja del Yí. En 1843 al desmantelarse la población una de las campanas fue arrojada a una laguna cercana, tres de ellas fueron a parar a la Iglesia de la Villa de San José, una de ellas a la Iglesia de Trinidad  y una campana rota a la Iglesia de San Pedro del Durazno. La Leyenda de la Campana surge a partir de la campana oculta por los guaraníes en la laguna, donde según los lugareños son escuchadas campanadas y lamentos misteriosos que emergen de sus aguas.

## La leyenda de la carreta
Se dice que durante la primera luna llena luego del 12 de octubre (fecha de fundación del pueblo), puede verse una carreta fantasma sobre el Puente de San Borjas. Tirada por unos pocos caballos y de construcción humilde carga con los fantasmas de una mujer y sus tres hijos que murieron camino de una fiesta, al desbordarse el río Yí mientras cruzaban el Puente de San Borja.
Trátabase de una gala brindaba por el General Fructuoso Rivera en celebración de la fundación del pueblo de San Borja, ese mismo día, el 12 de octubre de 1832.
La mujer y sus tres hijos fallecieron intentando cruzar el río al estar este enbravecido y crecido por sobre el puente.
La mujer decidió cruzar de todas formas pero la carreta no pudo resistir el arrastre de las aguas y por tanto fue llevada por el torrente. Los cuerpos fueron hallados en la primera luna llena después del suceso.

## El legado
Las numerosas bajas de soldados de tropa de origen guaraní, que alimentaron las guerras civiles del Uruguay, en un bando y otro, y el asesinato de los pobladores hombres de San Borja del Yí, no lograron desaparecer totalmente la sangre guaraní del territorio uruguayo. Las mujeres y niños, fueron distribuidos como servidumbre entre los "patricios"  y hacendados locales del Departamento de Durazno. Quedando así un legado guaraní de miles de personas, en una población de unos 5.000 habitantes.

## Museo Casa de Rivera
En la Ciudad de Durazno, en el Museo Casa de Rivera, ubicado en la Plaza Independencia, se pueden apreciar objetos, como vasijas, utensilios, y hasta una virgen tallada, rescatados en la zona de San Borja.

## Placas conmemorativas
En el mismo paraje San Borja del Yí, existen un par de placas conmemorativas.
La placa de bronce patente (en Uruguay denominado "latón") versa; SAN FRANCISCO DE BORJA DEL YI (1833) DONDE EL MANGNO PUEBLO GUARANI-MISIONERO VIVIO EL FINAL DE SU TRAJICO PEREGRINAR, LA INTENDENCIA DE DURAZNO LE RINDE SU HOMENAJE, OCTUBRE 1984
La placa de material monolítico que versa; "Aquí se ubicó San Francisco de Borja del Yí (1833) donde el pueblo guaraní - misionero vivió el final de su trágico peregrinar.
La Intendencia de Florida le rinde homenaje en el marco de la Ruta de los Jesuitas y el rescate de los sitios patrimoniales de Florida. Firman la placa; CARLOS ENCISO CHRISTIANSEN Intendente de Florida y DRA. MACARENA RUBIO FERNANDEZ Secretaria Gral. Intendencia de Florida, noviembre de 2017